# Errol McLean
Errol McLean (* 3. Juni 1952) ist ein ehemaliger guyanischer Radrennfahrer.

## Sportliche Laufbahn
McLean war im Bahnradsport aktiv. Er war Teilnehmer der Olympischen Sommerspiele 1980 in Moskau. Im 1000-Meter-Zeitfahren belegte er beim Sieg von Lothar Thoms den 14. Platz.
1978 startete er in drei Disziplinen bei den Commonwealth Games. Im Straßenrennen schied er aus. Im Sprint blieb er unplatziert und im 1000-Meter-Zeitfahren wurde er 27.